# Hotlegs

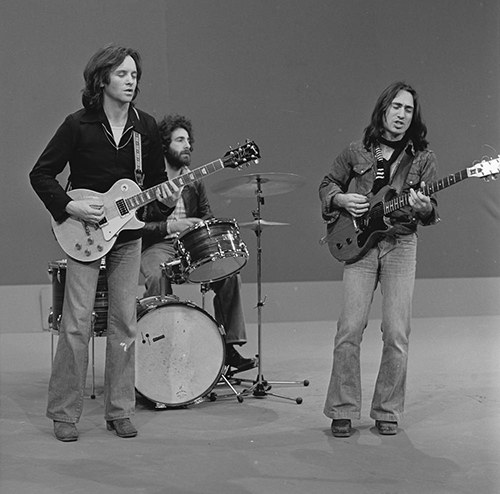
Hotlegs, 1974

Die Hotlegs waren eine kurzlebige Studioband aus Großbritannien, die mit ihrem Lied Neanderthal Man einen Millionenseller schufen und weltbekannt wurden.

## Karriere
Angeblich wurde der Titel nur aufgenommen, um das Equipment in dem von Eric Stewart und Graham Gouldman neu erworbenen Strawberry Studio zu testen. Sämtliche Musiker hatten vorher bereits in anderen Formationen gespielt und wurden nach Beendigung des Hotleg-Testes als 10cc bekannt und berühmt.
Neanderthal Man stammte aus der Feder von Stewart, Lol Creme und Kevin Godley, die ihn schufen, als sie in dem neuen Studio an den Instrumenten klimperten. Dabei entstand angeblich eher zufällig der Refrain I'm a Neanderthal Man – you're a Neanderthal girl – let's make Neanderthal love – in this Neanderthal world. Ein Mitarbeiter von Philips Records hörte zufällig mit und bot 500 Pfund Sterling als Vorschuss an, um es als Platte zu veröffentlichen. Das Stück wurde weltweit über zwei Millionen Mal verkauft.
Der Titel des Songs bezog sich auf den Neandertaler, einen Urzeitmenschen aus dem Pleistozän, dessen fossile Überreste 1856 im Neandertal auf dem Gebiet der Stadt Erkrath in Nordrhein-Westfalen gefunden wurden.
Danach veröffentlichten die Hotlegs noch zwei weitere Singles und eine LP mit dem Titel Thinks: School Stinks, hatten aber keine weiteren Erfolge.

## Diskografie
Alben:
- 1970: Thinks: School Stinks
- 1971: Song
- 1976: You Didn't Like It Because You Didn't Think of It

Singles:
- 1970: Neanderthal Man
- 1971: Desperate Dan